# Blauer Dreier

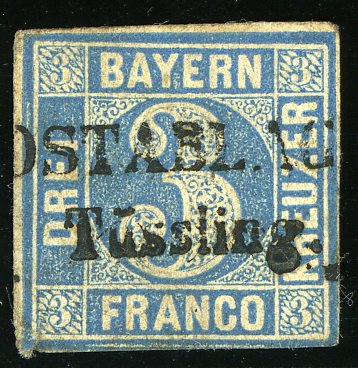

Der blaue Dreier wurde durch das Königreich Bayern am 1. November 1849 zur Freimachung von Briefen in den Verkehr gebracht. Er gehört somit zu den ersten im Gebiet der heutigen Bundesrepublik Deutschland erschienenen in Serie gedruckten Briefmarken. Sie kostete drei Kreuzer und erschien zeitgleich mit dem schwarzen Einser als Teil der sogenannten „Quadratausgabe 1849“.
Der blaue Dreier trägt die Michelnummern 2 Ia und 2 Ib. Erstere ist blau, 2 Ib ist schwarzblau. Die Marke wurde auf handgeschöpftem Papier gedruckt und ist geschnitten. Zur Entwertung dieser Marken wurde der in bayrischen Postämtern verwendete Mühlradstempel Vorschrift, der ab dem 1. August 1850 Verwendung fand.

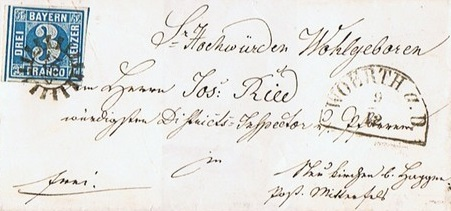
Blaue Dreikreuzer-Marke auf einem Brief; Stempel: Wörth an der Donau